# Canon petrolero en Perú
El canon petrolero en Perú es la participación de la que gozan los gobiernos locales, los gobiernos regionales, universidades nacionales e institutos superiores pedagógicos y tecnológicos estatales sobre los ingresos y rentas obtenidos por el Estado peruano por la explotación económica del petróleo y otros hidrocarburos. El canon petrolero vigente fue establecido mediante la ley n.° 27506, Ley de canon, aprobada por el Congreso de la República el 15 de julio de 2001 y promulgado durante el gobierno de Valentín Paniagua el 9 de julio de 2001. El canon petrolero se ha establecido para el área territorial de los departamentos de Loreto, Ucayali, Piura y Tumbes, y la provincia de Puerto Inca en el departamento de Huánuco.
Al 2022 el canon y sobrecanon petrolero distribuido ascendía a un monto de 926.4 millones de soles. Además, entre el 2017 al 2022, el distrito de San Marcos, en la provincia de Huari en el departamento de Ancash, obtuvo más de 1054 millones de soles producto de este canon.

## Historia

### El primer canon petrolero en Loreto, 1976
La primera regulación del canon petrolero en Perú aparece el 11 de noviembre de 1976 con la promulgación del Decreto Ley n.° 21678 relacionada con las actividades extractivas de hidrocarburos en el departamento de Loreto. En este decreto se asigna el 10% respecto al valor de la producción de petróleo de una empresa, que se calcula a partir del precio promedio ponderado de las ventas, deduciéndole los costos tanto en el mercado interno (transporte, refinamiento, distribución) como externo (derechos de exportación y otros gastos).
Este Decreto Ley fue modificado por el Artículo 1 de la Ley n.° 23538, publicada el 25 de diciembre de 1982, estableciéndose «un canon del 10% ad valorem sobre la producción total del petróleo en el Departamento de Loreto que regirá hasta la total extinción de dicho recurso natural».

### Sobrecanon en Ucayali, 1981
Durante el segundo gobierno de Fernando Belaunde Terry, el 18 de junio de 1980 se crea la región de Ucayali (que antes era parte de la región Loreto). Esto genera luego en 1981 la creación del sobrecanon de Ucayali a través de la Ley n.° 23350.El sobrecanon se estableció en «2,5% del valor de la producción petrolera de la selva» (que incluía tanto Loreto como Ucayali) con el objetivo de beneficiar a la región Ucayali a partir de la producción de la región Loreto.

### Canon en Piura y Tumbes, 1983
Durante este mismo gobierno, el 16 de junio de 1983, se crea el canon de Piura y Tumbes mediante la Ley N° 23630. Mediante esta ley a ambos departamentos se les asignó el 10% de la renta por la producción de petróleo y gas. En 1984, se crea el sobrecanon de estos departamentos, este se estableció en un 2.5% de la renta, mediante la Ley N° 23871.

### Canon en la provincia de Puerto Inca, Huánuco, 1989
En el año 1989, durante el primer gobierno del expresidente Alan García, se crea el canon de Puerto Inca, ubicada en el departamento de Huánuco por la producción de petróleo y derivados en el distrito de Aguas Calientes.
El marco de este canon es la Ley N° 24977: Aprueba Ley del Presupuesto de los Organismos del Sector Público para el año 1989. En el artículo 13 de la mencionada ley se precisa que el canon debe ser distribuido a favor de los Distritos de la provincia de Puerto Inca. Sin embargo, en la norma no se precisa el porcentaje de valor que debe ser asignado ni la fórmula de cálculo del precio promedio ponderado.

### Constitución de 1993
En la Constitución Política del Perú de 1993 se establece en el artículo 77 y su modificatoria en su último párrafo por el artículo único de la Ley n.° 26472, promulgada el 9 de junio de 1995 y publicada el 13 de junio de 1995, que:

La administración económica y financiera del Estado se rige por el presupuesto que anualmente aprueba el Congreso. La estructura del presupuesto del sector público contiene dos secciones: Gobierno Central e instancias descentralizadas.

El presupuesto asigna equitativamente los recursos públicos, su programación y ejecución responden a los criterios de eficiencia, de necesidades sociales básicas y de descentralización. Corresponden a las respectivas circunscripciones, conforme a ley, recibir una participación adecuada del total de los ingresos y rentas obtenidos por el Estado en la explotación de los recursos naturales en cada zona en calidad de canon.
Artículo 77, modificado según Ley n.° 26472 de 1995
Constitución Política del Perú de 1993

### Canon de Ucayali y sobrecanon de Loreto, 1998
En 1981 se regula el sobrecanon de Ucayali, mientras que en 1998 se regula en canon de este departamento y a su vez el sobrecanon de Loreto, el cual mantiene los mismos parámetros que los establecidos para Ucayali.Mediante Decreto de urgencia N° 027-98 se precisaron porcentajes a aplicar por los conceptos de canon y sobre canon para el departamento de Ucayali. Así, en su artículo °1 se precisa que:
- Por concepto de canon: 10% destinado al departamento de Ucayali.
- Por concepto de sobrecanon: 2.5% destinado al departamento de Loreto.

### Homologación del canon petrolero en 2011
Con la promulgación de la Ley n.° 29693 promulgada el 31 de mayo de 2011 y publicada el 2 de junio de 2011, se eleva y establece el canon petrolero en 15% y el sobrecanon petrolero en 3,75% para los departamentos de Loreto, Ucayali, Piura y Tumbes, y la provincia de Puerto Inca en el departamento de Huánuco. Esta ley entró en vigencia el 1 de enero de 2012.

## Determinación del canon y sobrecanon
La determinación del canon y sobrecanon petrolero se realiza de la siguiente forma:
- 50% del impuesto a la renta a las empresas que realizan actividades de explotación de petróleo mediante contratos de licencia.
- 50% del impuesto a la renta a las empresas que realizan actividades de explotación de petróleo mediante contratos de servicios.

Además, se encuentra conformado por el setenta y cinco por ciento (75%) de los recursos antes señalados, mientras que el sobrecanon está conformado por el veinticinco por ciento (25%) de aquellos.
De acuerdo a la Ley N° 30662, el canon petrolero compone del 15 % del impuesto ad valorem de la producción total de petróleo que obtiene el Estado por la explotación de petróleo, gas natural asociado y condensados en los departamentos de Loreto, Ucayali, Piura y Tumbes. En la provincia de Puerto Inca (Huánuco) es el 15 % del valor de producción de hidrocarburos de la zona, y se paga con las regalías que se derivan de su explotación.Mientras que el sobrecanon compone el 3.75% para los departamentos de Piura, Tumbes, Loreto y Ucayali.

## Mecanismo de distribución
Mediante la ley n.° 31934 promulgada el 15 de noviembre de 2023, que entra en vigor desde el 1 de enero de 2024, se modifica la n.° Ley 24300, se establece la distribución del canon y del sobrecanon de la manera siguiente:
- El 10% va para los gobiernos locales de la municipalidad o municipalidades donde se explota el recurso natural
- El 20% para los gobiernos locales de las municipalidades distritales de las provincias donde se explota el recurso natural
- El 40% para los gobiernos locales de las municipalidades distritales y provinciales del departamento donde se explota el recurso natural
- El 20% para los gobiernos regionales
- El 5% se destina para universidades nacionales del departamento donde se explota el recurso natural
- El 3% se destina para el Instituto de Investigaciones de la Amazonía Peruana (IIAP)
- El 2% se destina para institutos tecnológicos nacionales del departamento donde se explota el recurso natural

La distribución del sobrecanon petrolero se realiza de la siguiente forma:
- El 40% se destina para los gobiernos locales del departamento
- El 52% se destina para el gobierno regional
- El 5% para las universidades nacionales del departamento.
- El 3% se destina para el Instituto de Investigaciones de la Amazonía Peruana.

### Asignación de fondos a comunidades
Según el Decreto de urgencia n.° 079-2009, los gobiernos regionales y locales donde se realice la explotación de recursos naturales petroleros deben destinar el 5% de los fondos que le son asignados por canon y sobrecanon petrolero a la ejecución de proyectos de inversión pública y gasto social, tales como: obras de infraestructura en salud, educación, agua, energía eléctrica, campañas de alfabetización, atención de las madres embarazadas y en periodo de lactancia y de niños menores de 5 años, equipamiento, mantenimiento, reparación y rehabilitación de centros de salud y educativos; entre otros.

## Utilización del canon
Los recursos que reciben los gobiernos regionales y locales por concepto de canon y sobrecanon petrolero son de exclusividad para el financiamiento de proyectos o cofinanciamiento de proyectos de inversión pública.
Además, los gobiernos locales deben destinar el 30% a la inversión productiva para el desarrollo sostenible de las comunidades donde se explota el recurso natural.

### Modificaciones
Mediante la ley n.° 30848, se modificó el numeral 6.2 del artículo 6 de la Ley 2706, Ley de canon, a fin de que los gobiernos regionales y gobiernos locales, puedan utilizar los recursos del canon en sus respectivas jurisdicciones para el financiamiento de proyectos de vivienda social a través del Programa Techo Propio con el beneficio del Bono Familiar Habitacional (BFH) y el Programa Nacional de Vivienda Rural (PNVR).